# Gruppo Editoriale Bixio
Il Gruppo Editoriale Bixio è una casa editrice musicale italiana, ed è una delle più importanti nella storia della musica leggera italiana.

## Storia
Il compositore napoletano di origine genovese Cesare Andrea Bixio, già autore di canzoni di successo, nel 1920 fondò la Casa Editrice C.A. Bixio, con sede a Napoli, occupandosi inizialmente delle canzoni scritte dal maestro e rilevando, inoltre, i diritti editoriali di alcuni brani già noti, tra cui la celeberrima Guapparia; nel 1923 spostò la sede a Milano e nel 1929 concluse un accordo di distribuzione con le edizioni musicali Carisch.
L'anno successivo Bixio compose la colonna sonora del film La canzone dell'amore di Gennaro Righelli, iniziando da questo momento l'attività della casa editrice nel settore della musica da film.
Tra i successi di questo periodo ricordiamo Tango delle capinere per Gabrè (1928) e Parlami d'amore Mariù per Vittorio De Sica (1932, pubblicata in origine dalle Edizioni musicali Stefano Pittaluga), Mamma per Beniamino Gigli (1940).
Negli anni '60 l'azienda entrò nell'industria discografica, fondando la Cinevox, a cui negli anni '80 si affiancherà la Bubble Record.
Al fondatore si affiancano alla guida dell'azienda i due figli, Franco e Carlo.
Alla Siae risultano depositate 4464 canzoni sotto la denominazione Bixio C.e.m.s.a. edizioni musicali, 360 come Bixio edizioni musicali e 168 come Casa Editrice C.A. Bixio (ricordiamo che per la legislazione italiana le opere di autori morti da più di settant'anni diventano di pubblico dominio).

## Le principali canzoni pubblicate dalla Bixio
| Anno | Titolo                        | Autori del testo    | Autori della musica | Principali esecutori                             |
| ---- | ----------------------------- | ------------------- | ------------------- | ------------------------------------------------ |
| 1914 | Guapparia                     | Libero Bovio        | Rodolfo Falvo       | Roberto Murolo; Massimo Ranieri; Franco Califano |
| 1928 | Tango delle capinere          | Bixio Cherubini     | Cesare Andrea Bixio | Gabrè                                            |
| 1932 | Parlami d'amore Mariù         | Ennio Neri          | Cesare Andrea Bixio | Vittorio De Sica                                 |
| 1934 | Chiudo gli occhi e penso a te | Bixio Cherubini     | Pasquale Frustaci   | Giglio e Rosalina, Dino Olivieri, Gabrè, Rachel  |
| 1937 | Vivere                        | Cesare Andrea Bixio | Cesare Andrea Bixio | Tito Schipa                                      |
| 1937 | Torna piccina!                | Cesare Andrea Bixio | Cesare Andrea Bixio | Tito Schipa                                      |
| 1940 | Mamma                         | Bixio Cherubini     | Cesare Andrea Bixio | Beniamino Gigli                                  |
| 1953 | Lasciami cantare una canzone  | Michele Cozzoli     | Cesare Andrea Bixio | Achille Togliani e Teddy Reno                    |
| 1954 | Tre rundinelle                | Nisa                | Cesare Andrea Bixio | Gino Latilla e Franco Ricci                      |